# Parapionosyllis cabezali
Parapionosyllis cabezali är en ringmaskart som beskrevs av Parapar, San Martín och Moreira 2000. Parapionosyllis cabezali ingår i släktet Parapionosyllis och familjen Syllidae. Inga underarter finns listade i Catalogue of Life.